# Musée de l'Image et du Son de São Paulo
Le musée de l'Image et du Son de São Paulo (en portugais : Museu da Imagem e do Som de São Paulo ou MIS) est un musée public de la ville de São Paulo, associé au ministère de la Culture et ouvert en 1970. Le musée conserve aujourd'hui le patrimoine audiovisuel du Brésil et de nombreux documents sonores et imagétiques,.